# Vlaisavljević
Vlaisavljević je priimek več oseb:
- Dušan Vlaisavljević (*1919), general
- Milan Vlaisavljević, stomatolog
- Veljko Vlaisavljević (*1950), ginekolog
- Vladimir Vlaisavljević (*1917), general